# دیگو کابالو
دیگو کابالو (انگلیسی: Diego Caballo؛ زادهٔ ۱۷ فوریهٔ ۱۹۹۴) بازیکن فوتبال اهل اسپانیا است.
از باشگاه‌هایی که در آن بازی کرده‌است می‌توان به باشگاه فوتبال دپورتیوو لاکرونیا اشاره کرد.